# Dime jezik
Dime jezik (dima; ISO 639-3: dim), jezik plemena Dime, kojim govori 6 500 ljudi (1994 popis) sjeverno od rijeke Omo, u etiopskoj regiji Kafa. Jezik pripada afrazijskoj porodici i južnoj podskupini omotskih jezika. 
Etnička populacija (6 197; 1994. popis) opada zbog ratova i bolesti.

## Vanjske poveznice
- Ethnologue (14th)
- Ethnologue (15th)